# Piallinidae
Piallinidae es una familia de foraminíferos bentónicos de la superfamilia Verneuilinoidea, del suborden Verneuilinina y del orden Lituolida. Su rango cronoestratigráfico abarca el Carniense (Triásico superior).

## Discusión
Clasificaciones previas incluían Piallinidae en la superfamilia Ataxophragmioidea, así como en el suborden Textulariina del orden Textulariida, o en el orden Lituolida sin diferenciar el suborden Verneuilinina.

## Clasificación
Piallinidae incluye al siguiente género:
- Piallina †